# Statzendorf
Statzendorf ist eine Gemeinde mit 1402 Einwohnern (Stand 1. Jänner 2025) im Bezirk St. Pölten in Niederösterreich.

## Geografie
Statzendorf liegt im Mostviertel zwischen Krems und St. Pölten am Ostrand des Dunkelsteinerwaldes. Das größte Gewässer ist der Fladnitzbach, der in einer Meereshöhe von 270 Meter die Gemeinde von Süden nach Norden durchfließt und teilweise die Westgrenze bildet. Nach Nordosten steigt das Gebiet auf über 400 Meter an. Die höchste Erhebung ist der Forerberg mit 432 Meter.
Die Fläche der Gemeinde umfasst 12,46 Quadratkilometer. Davon sind 74 Prozent landwirtschaftliche Nutzfläche, 13 Prozent der Fläche sind bewaldet.

### Gemeindegliederung
Das Gemeindegebiet umfasst folgende fünf Ortschaften (in Klammern Einwohnerzahl Stand 1. Jänner 2025):
- Absdorf (530) samt Bahnsiedlung
- Kuffern (340)
- Rottersdorf (191) samt Siedlung Rottersdorf
- Statzendorf (297)
- Weidling (44)

Die Gemeinde besteht aus den Katastralgemeinden Absdorf, Kuffern, Rottersdorf, Statzendorf und Weidling.

### Nachbargemeinden
|                 | Paudorf (KR)                                | Nußdorf ob der Traisen |
| Wölbling        | Kompassrose, die auf Nachbargemeinden zeigt | Inzersdorf-Getzersdorf |
| Obritzberg-Rust |                                             | Herzogenburg           |

## Geschichte
In Statzendorf bestehen archäologische Fundstellen aus der jüngeren Steinzeit sowie ein Gräberfeld aus der Hallstattzeit. Im Jahr 1891 wurde die Situla von Kuffern (Situla = keltischer Weineimer; hier aus der Frühphase der La-Tène-Kultur, 475 – 425 v. Chr.) aufgefunden, die heute im Naturhistorischen Museum in Wien ausgestellt ist.
Ein Gräberfeld mit 14 Körperbestattungen aus der frühen Latènezeit wurde durch Mitarbeiter des Naturhistorischen Museums sowie Benediktinern des Stiftes Göttweig auf einem Geländerücken freigelegt. Die genannte Situla stammt aus dem Grab 1, dazu auch noch ein bronzener Schöpflöffel mit Omphalos-verzierter Kelle und langem Stiel mit am Ende eingerolltem, wellenmusterverzierten Griff. Weitere Grabbeigaben sind Teile von Fibeln, einige mit Bronzekettchen und Tierköpfen, ein Gürtelhaken, einige Drehscheiben-Tongefäße sowie an Waffen Reste einer Schwertscheide, vier Lanzen- und zwei Pfeilspitzen. Die Waffenreste sind aus dem Grab 2, einem Schwertkriegergrab. Auch diese Objekte sind im Naturhistorischen Museum ausgestellt.
In der frühen Neuzeit war Statzendorf ein landesfürstliches Lehen, das Ende des 16. Jahrhunderts dem Bernhard Jörger gegeben wurde, der es im Jahre 1592 seinem Bruder Helmhard Jörger zu Walpersdorf übertrug. Die selbständige Pfarre entstand 1784, sie ist dem Stift Herzogenburg inkorporiert. Landesgericht, Orts-, Grund- und Konskriptionsobrigkeit gingen im Jahre 1836 an die Herrschaft Walpersdorf; die heutige Gemeinde entstand um 1850.

### Einwohnerentwicklung

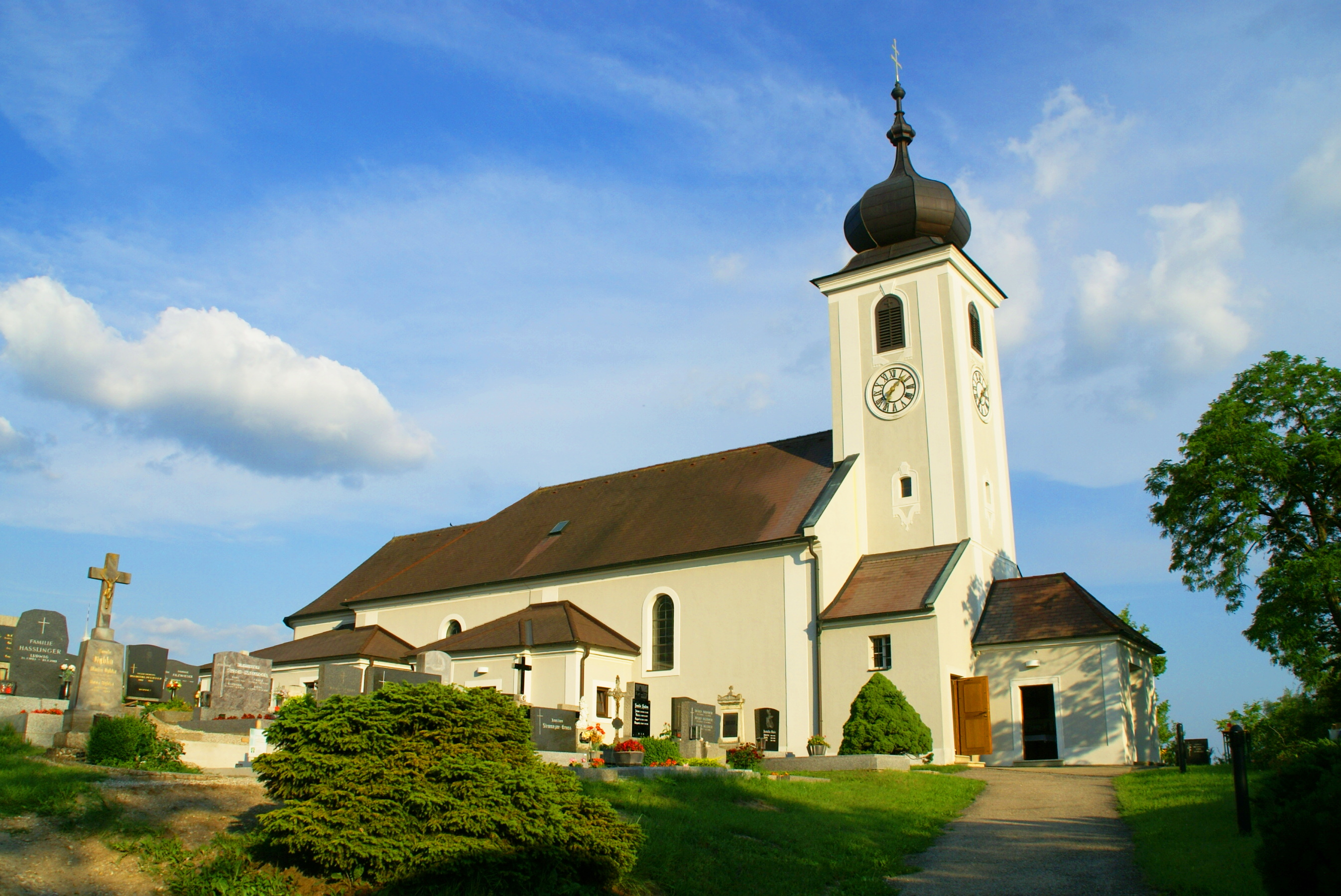
Pfarrkirche Statzendorf

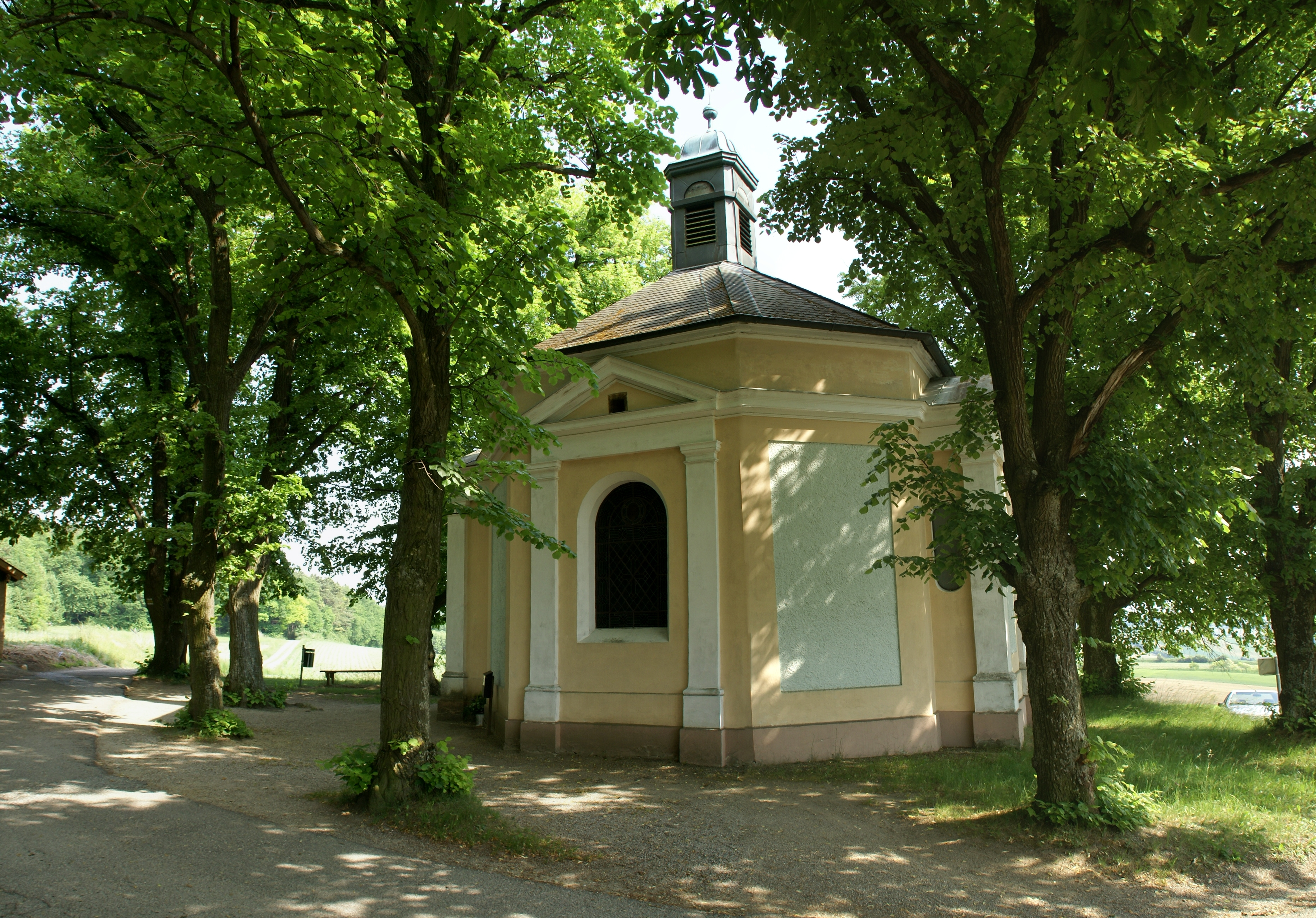
Kapelle Maria Ellend

| Statzendorf: Einwohnerzahlen von 1869 bis 2025      | Statzendorf: Einwohnerzahlen von 1869 bis 2025 | Statzendorf: Einwohnerzahlen von 1869 bis 2025 | Statzendorf: Einwohnerzahlen von 1869 bis 2025 | Statzendorf: Einwohnerzahlen von 1869 bis 2025 |
| --------------------------------------------------- | ---------------------------------------------- | ---------------------------------------------- | ---------------------------------------------- | ---------------------------------------------- |
| Jahr                                                |                                                |                                                |                                                | Einwohner                                      |
| 1869                                                | 1869                                           |                                                | 751                                            | 751                                            |
| 1880                                                | 1880                                           |                                                | 809                                            | 809                                            |
| 1890                                                | 1890                                           |                                                | 819                                            | 819                                            |
| 1900                                                | 1900                                           |                                                | 909                                            | 909                                            |
| 1910                                                | 1910                                           |                                                | 922                                            | 922                                            |
| 1923                                                | 1923                                           |                                                | 1.041                                          | 1.041                                          |
| 1934                                                | 1934                                           |                                                | 1.034                                          | 1.034                                          |
| 1939                                                | 1939                                           |                                                | 1.039                                          | 1.039                                          |
| 1951                                                | 1951                                           |                                                | 1.012                                          | 1.012                                          |
| 1961                                                | 1961                                           |                                                | 1.115                                          | 1.115                                          |
| 1971                                                | 1971                                           |                                                | 1.188                                          | 1.188                                          |
| 1981                                                | 1981                                           |                                                | 1.219                                          | 1.219                                          |
| 1991                                                | 1991                                           |                                                | 1.247                                          | 1.247                                          |
| 2001                                                | 2001                                           |                                                | 1.420                                          | 1.420                                          |
| 2011                                                | 2011                                           |                                                | 1.372                                          | 1.372                                          |
| 2021                                                | 2021                                           |                                                | 1.438                                          | 1.438                                          |
| 2025                                                | 2025                                           |                                                | 1.402                                          | 1.402                                          |
| Quelle(n): Statistik Austria, Gebietsstand 1.1.2021 |                                                |                                                |                                                |                                                |

## Kultur und Sehenswürdigkeiten
- Pfarrkirche Statzendorf
- Kapelle Maria Ellend
- Kapelle Absdorf

## Wirtschaft und Infrastruktur
Nichtlandwirtschaftliche Arbeitsstätten gab es im Jahr 2001 48, land- und forstwirtschaftliche Betriebe nach der Erhebung 1999 54. Die Zahl der Erwerbstätigen am Wohnort betrug nach der Volkszählung 2001 649. Die Erwerbsquote lag 2001 bei 46,4 Prozent.
Neben der Firma Hauer (Frontladerbau) und der Tischlerei Walter GmbH haben noch die Druckerei Dockner, die Kfz-Werkstätte Maier und einige weitere Gewerbebetriebe in der Gemeinde Statzendorf ihren Sitz.

### Bildung
In Statzendorf befindet sich ein Kindergarten und eine Volksschule.

### Windenergie-Erzeugung

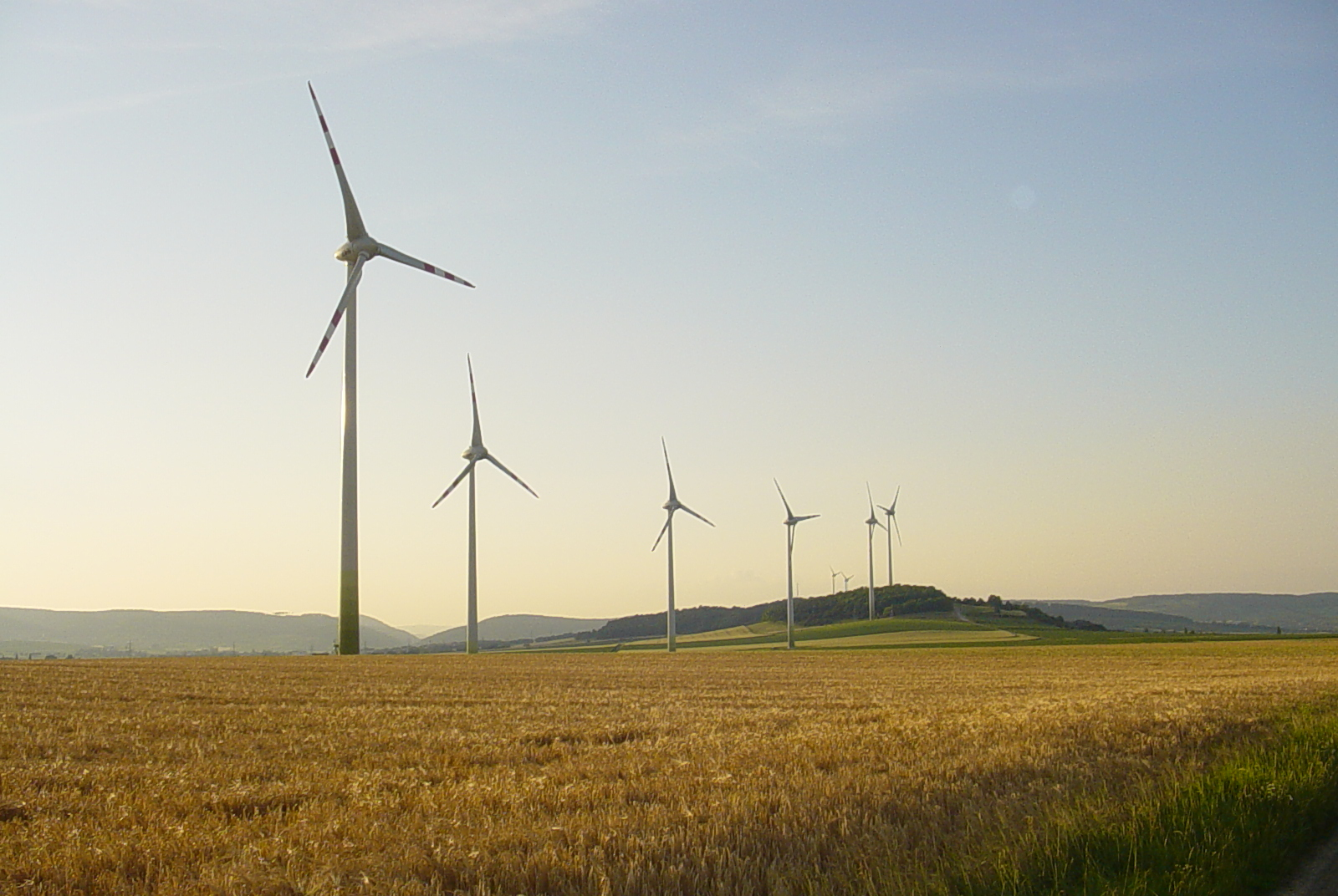
Windpark „Hoher Kölbling“

Seit Sommer 2006 erzeugen 13 Enercon E70 mit je 2000 kW Leistung erneuerbare Energie. Diese sind in 3 Windparks gegliedert:
- Windpark Schauerberg mit 2 Anlagen (Gemeinde Statzendorf)
- Windpark Hoher Kölbling mit 6 Anlagen (je 3 in den Gemeinden Statzendorf und Obritzberg-Rust)
- Windpark Kleinhain (5 Anlagen, Gemeinde Obritzberg-Rust).

Die durchschnittliche Jahreserzeugung aller 13 Anlagen versorgt ca. 13000 Haushalte mit Strom.

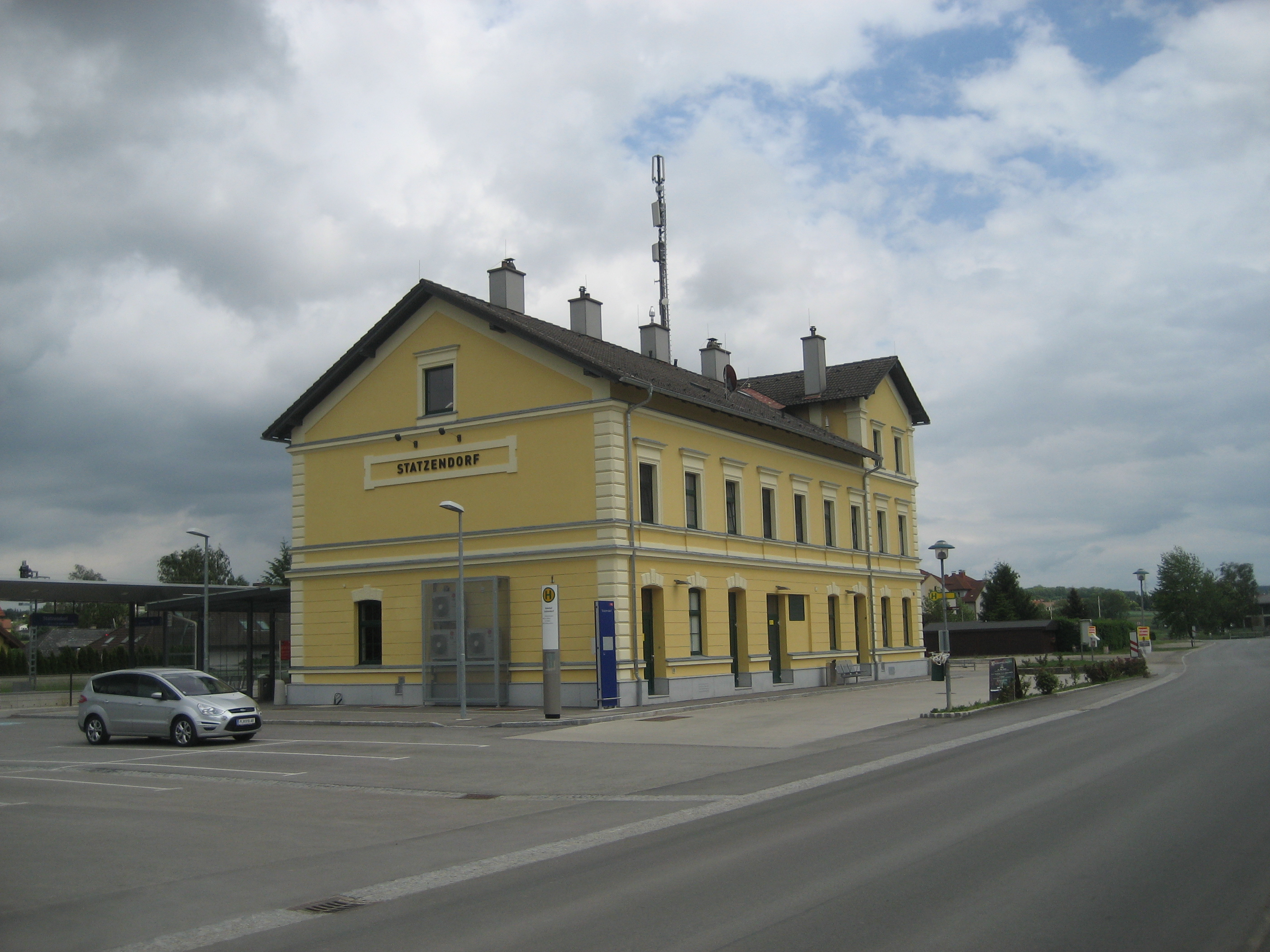
Bahnhof Statzendorf

### Verkehr
- Eisenbahn: Die Kremser Bahn bietet über den Bahnhof Statzendorf stündliche Verbindungen nach Krems und St. Pölten.
- Straße: Die Auffahrt Herzogenburg Nord auf die Kremser Schnellstraße S33 ist etwa 7 Kilometer von Statzendorf entfernt.[10]

### Fladnitztal-Radroute
Die Fladnitztal-Radroute führt als Rundstrecke durch die Gemeinden Obritzberg-Rust, Statzendorf, Wölbling und Karlstetten und ist auch für ungeübte Radfahrer bewältigbar.

## Politik

### Gemeinderat
Im Gemeinderat gibt es nach der Gemeinderatswahl 2025 bei insgesamt 19 Sitzen folgende Mandatsverteilung:
ÖVP 10, SPÖ 8, Gerechte unabhängige Bürgerliste (GUBL) 1.

### Bürgermeister
Bürgermeister der Gemeinde ist seit 9. März 2020 Herbert Ramler (ÖVP), Vizebürgermeisterin ist seit 24. Februar 2025 Agnes Hájec (ÖVP).

### Wappen
Der Gemeinde wurde am 16. November 2000 ein Wappen verliehen. Es zeigt unter einem Wellenbalken ein aus dem Schildfuß wachsendes Zahnrad, belegt mit einem Bergwerkszeichen.
Das Grün im Schild steht für die Bedeutung der Landwirtschaft, die Wellenbalken symbolisieren den Fladnitzbach, Zahnrad und Bergwerkszeichen weisen auf die Bedeutung von Gewerbe und den bis 1960 betriebenen Braunkohleabbau hin.

## Trivia
- Mit Stand Jänner 2018 ist die Gemeinde Statzendorf mit einer Pro-Kopf-Verschuldung von 9.780 Euro die Gemeinde mit der höchsten Pro-Kopf-Verschuldung in Niederösterreich (Durchschnitt Niederösterreich 2.187 Euro). Die Schuldenquote (Schulden/Gesamteinnahmen) von 375 % ist die dritthöchste in Niederösterreich.[13]

## Söhne und Töchter aus der Gemeinde
- Christoph Regelsberger (1734–1797), Jesuit und Dichter
- Karl Daxbacher (* 1953), Profifußballer und Fußball-Trainer
- Johannes Weinhengst (1904–1945), Autor, Übersetzer, Esperantist und Kämpfer gegen den Faschismus